# Illa Koch
L'illa Koch (en anglès: Koch Island) és una de les illes que formen part de l'Arxipèlag Àrtic Canadenc, a la regió de Qikiqtaaluk, del territori de Nunavut, al nord del Canadà. Situada a la conca de Foxe, és una illa deshabitada, que es troba prop de la costa de l'illa de Baffin. Té una superfície de 458 km².